# Serra de Mont-roig
La Serra de Mont-roig és una serra situada als municipis de Vilallonga de Ter i Pardines (Ripollès), que té com a elevació màxima els 2.206,8 metres del Puig Cerverís.